# Campionati europei di atletica leggera 2018
I XXIV campionati europei di atletica leggera si sono svolti a Berlino, in Germania, dal 6 al 12 agosto 2018 all'Olympiastadion. Gli atleti hanno gareggiato in 48 specialità: 24 maschili e 24 femminili. I campionati europei hanno fatto parte della manifestazione multisportiva dei Campionati europei 2018.

## Sede dell'evento

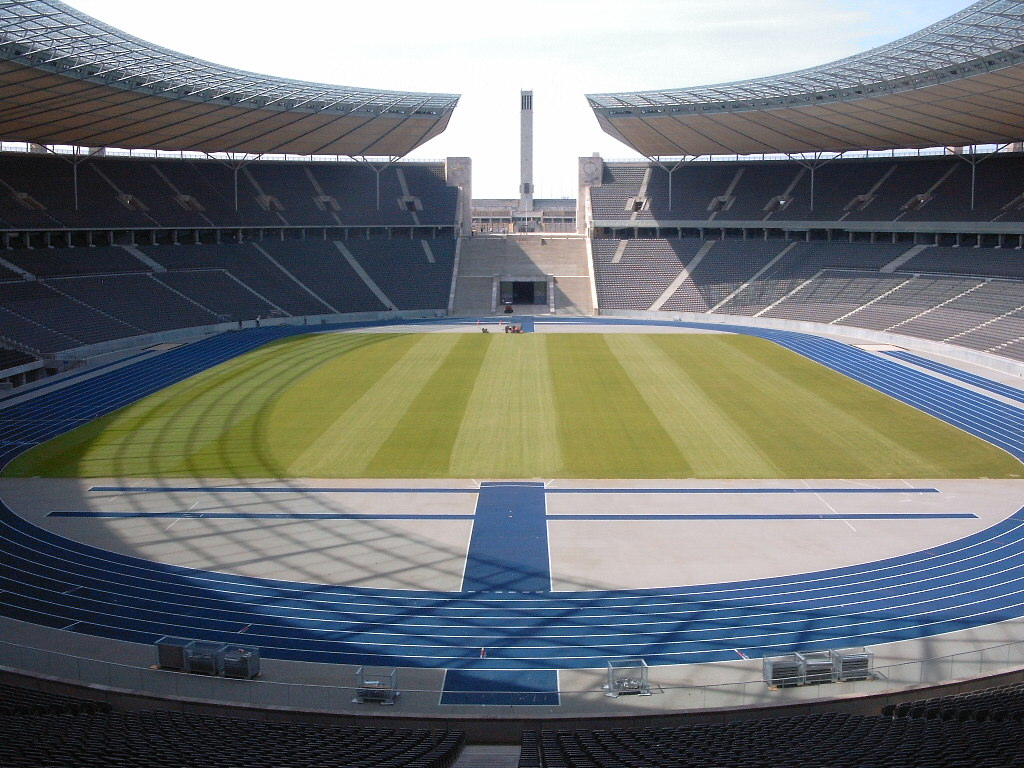
L'Olympiastadion di Berlino.

Le gare di corsa (con l'eccezione della maratona e della marcia) si svolgono presso l'Olympiastadion, così come i concorsi, esclusi i gruppi di qualificazione del getto del peso maschile, che si disputano in Breitscheidplatz, nei pressi della Kaiser-Wilhelm-Gedächtniskirche.
Le due gare di maratona, maschile e femminile, si corrono su un circuito cittadino con partenza e arrivo in Budapester Straße, nei pressi della Kaiser-Wilhelm-Gedächtniskirche. I principali punti di interesse lungo il percorso sono la Colonna della Vittoria, il Palazzo Bellevue, la Porta di Brandeburgo, il Memoriale per gli ebrei assassinati d'Europa, Potsdamer Platz, la Neue Nationalgalerie e il Zoologischer Garten Berlin.
Le gare dei 20 km di marcia si svolgono su un circuito che corre lungo Budapester Straße, dall'incrocio con Kantstraße a ovest a quello con Nürnberger Straße a est. Per la gara dei 50 km di marcia è presente una variante che estende il percorso a Kurfürstenstraße fino all'incrocio con Keithstraße.

## Nazioni partecipanti
Prendono parte a questi campionati 50 paesi membri della European Athletics Association. La Russia non vi partecipa a causa della sospensione della sua federazione per doping; per questo motivo, alcuni atleti russi gareggiano come Atleti Neutrali Autorizzati. Avrebbe dovuto essere presente anche un atleta per la squadra degli Atleti Rifugiati (Athlete Refugee Team) ma non prende parte alla competizione. Nell'elenco che segue, tra parentesi è indicato il numero di atleti per ogni squadra.
- Albania (3)
- Andorra (1)
- Armenia (2)
- Atleti Neutrali Autorizzati (30)
- Atleti Rifugiati (1)
- Austria (16)
- Azerbaigian (3)
- Belgio (35)
- Bielorussia (38)
- Bosnia ed Erzegovina (6)
- Bulgaria (14)
- Croazia (22)
- Cipro (11)

- Danimarca (11)
- Estonia (22)
- Finlandia (47)
- Francia (84)
- Georgia (3)
- Germania (140)
- Gibilterra (3)
- Grecia (37)
- Irlanda (42)
- Islanda (4)
- Israele (9)
- Italia (91)
- Kazakistan

- Kosovo (2)
- Lettonia (18)
- Lituania (27)
- Lussemburgo (3)
- Macedonia (2)
- Malta (2)
- Moldavia (6)
- Monaco (1)
- Montenegro (4)
- Norvegia (34)
- Paesi Bassi (45)
- Polonia (86)
- Portogallo (37)

- Regno Unito (111)
- Rep. Ceca (51)
- Romania (36)
- San Marino (2)
- Serbia (12)
- Slovacchia (21)
- Slovenia (10)
- Spagna (99)
- Svezia (68)
- Svizzera (54)
- Turchia (43)
- Ucraina (88)
- Ungheria (35)

## Calendario
| Data                   | 06 | 06 | 07 | 07   | 08 | 08 | 09 | 09 | 10 | 10   | 11 | 11 | 12 | 12  |
| Evento                 |    |    |    |      |    |    |    |    |    |      |    |    |    |     |
| ---------------------- | -- | -- | -- | ---- | -- | -- | -- | -- | -- | ---- | -- | -- | -- | --- |
| 100 m                  |    | B  |    | SF F |    |    |    |    |    |      |    |    |    |     |
| 200 m                  |    |    |    |      | B  | SF |    | F  |    |      |    |    |    |     |
| 400 m                  |    |    | B  |      |    | SF |    |    |    | F    |    |    |    |     |
| 800 m                  |    |    |    |      |    |    | B  |    |    | SF   |    | F  |    |     |
| 1 500 m                |    |    |    |      | B  |    |    |    |    | F    |    |    |    |     |
| 5 000 m                |    |    |    |      |    |    |    |    |    |      |    | F  |    |     |
| 10 000 m               |    |    |    | F    |    |    |    |    |    |      |    |    |    |     |
| Maratona               |    |    |    |      |    |    |    |    |    |      |    |    | F  |     |
| 110 m hs               |    |    |    |      |    |    | B  |    |    | SF F |    |    |    |     |
| 400 m hs               |    | B  |    | SF   |    |    |    | F  |    |      |    |    |    |     |
| 3 000 m siepi          |    |    | B  |      |    |    |    | F  |    |      |    |    |    |     |
| Salto in alto          |    |    |    |      |    |    |    | Q  |    |      |    | F  |    |     |
| Salto con l'asta       |    |    |    |      |    |    |    |    | Q  |      |    |    |    | F   |
| Salto in lungo         |    | Q  |    |      |    | F  |    |    |    |      |    |    |    |     |
| Salto triplo           |    |    |    |      |    |    |    |    | Q  |      |    |    |    | F   |
| Getto del peso         |    | Q  |    | F    |    |    |    |    |    |      |    |    |    |     |
| Lancio del disco       |    |    | Q  |      |    | F  |    |    |    |      |    |    |    |     |
| Lancio del martello    |    |    |    | F    |    |    |    |    |    |      |    |    |    |     |
| Lancio del giavellotto |    |    |    |      | Q  |    |    | F  |    |      |    |    |    |     |
| Decathlon              |    |    | F  | F    | F  | F  |    |    |    |      |    |    |    |     |
| Marcia 20 km           |    |    |    |      |    |    |    |    |    |      | F  |    |    |     |
| Marcia 50 km           |    |    | F  |      |    |    |    |    |    |      |    |    |    |     |
| 4×100 m                |    |    |    |      |    |    |    |    |    |      |    |    |    | B F |
| 4×400 m                |    |    |    |      |    |    |    |    | B  |      |    | F  |    |     |

| P | Batterie preliminari | B | Batterie | Q | Qualificazioni | SF | Semifinali | F | Finale |

| Data                   | 06 | 06 | 07 | 07   | 08 | 08 | 09 | 09   | 10 | 10 | 11 | 11 | 12 | 12  |
| Evento                 |    |    |    |      |    |    |    |      |    |    |    |    |    |     |
| ---------------------- | -- | -- | -- | ---- | -- | -- | -- | ---- | -- | -- | -- | -- | -- | --- |
| 100 m                  |    | B  |    | SF F |    |    |    |      |    |    |    |    |    |     |
| 200 m                  |    |    |    |      |    |    |    |      | B  | SF |    | F  |    |     |
| 400 m                  |    |    |    |      | B  |    |    | SF   |    |    |    | F  |    |     |
| 800 m                  |    |    | B  |      |    | SF |    |      |    | F  |    |    |    |     |
| 1 500 m                |    |    |    |      |    |    |    |      | B  |    |    |    |    | F   |
| 5 000 m                |    |    |    |      |    |    |    |      |    |    |    |    |    | F   |
| 10 000 m               |    |    |    |      |    | F  |    |      |    |    |    |    |    |     |
| Maratona               |    |    |    |      |    |    |    |      |    |    |    |    | F  |     |
| 100 m hs               |    |    |    |      | B  |    |    | SF F |    |    |    |    |    |     |
| 400 m hs               |    |    | B  |      |    | SF |    |      |    | F  |    |    |    |     |
| 3 000 m siepi          |    |    |    |      |    |    |    |      | B  |    |    |    |    | F   |
| Salto in alto          |    |    |    |      |    | Q  |    |      |    | F  |    |    |    |     |
| Salto con l'asta       |    |    |    | Q    |    |    |    | F    |    |    |    |    |    |     |
| Salto in lungo         |    |    |    |      |    |    | Q  |      |    |    |    | F  |    |     |
| Salto triplo           |    |    |    |      | Q  |    |    |      |    | F  |    |    |    |     |
| Getto del peso         |    |    | Q  |      |    | F  |    |      |    |    |    |    |    |     |
| Lancio del disco       |    |    |    |      |    |    | Q  |      |    |    |    | F  |    |     |
| Lancio del martello    |    |    |    |      |    |    |    |      | Q  |    |    |    |    | F   |
| Lancio del giavellotto |    |    |    |      |    |    | Q  |      |    | F  |    |    |    |     |
| Eptathlon              |    |    |    |      |    |    | F  | F    | F  | F  |    |    |    |     |
| Marcia 20 km           |    |    |    |      |    |    |    |      |    |    | F  |    |    |     |
| Marcia 50 km           |    |    | F  |      |    |    |    |      |    |    |    |    |    |     |
| 4×100 m                |    |    |    |      |    |    |    |      |    |    |    |    |    | B F |
| 4×400 m                |    |    |    |      |    |    |    |      | B  |    |    | F  |    |     |

## Risultati

### Uomini
| Specialità | Oro | Prestazione | Argento                                                                                      | Prestazione | Bronzo                                                                                        | Prestazione |
| Corse piane | |             |                                                                                              |             |                                                                                               |             |
| 100 m piani (dettagli) | Zharnel Hughes                                                                                          | 9"95        | Reece Prescod                                                                                | 9"96        | Jak Ali Harvey                                                                                | 10"01       |
| 200 m piani (dettagli) | Ramil Guliyev                                                                                           | 19"76       | Nethaneel Mitchell-Blake                                                                     | 20"04       | Alex Wilson                                                                                   | 20"05       |
| 400 m piani (dettagli) | Matthew Hudson-Smith                                                                                    | 44"78       | Kévin Borlée                                                                                 | 45"13       | Jonathan Borlée                                                                               | 45"19       |
| 800 m piani (dettagli) | Adam Kszczot                                                                                            | 1'44"59     | Andreas Kramer                                                                               | 1'45"03     | Pierre-Ambroise Bosse                                                                         | 1'45"30     |
| 1 500 m piani (dettagli) | Jakob Ingebrigtsen                                                                                      | 3'38"10     | Marcin Lewandowski                                                                           | 3'38"14     | Jake Wightman                                                                                 | 3'38"25     |
| 5 000 m piani (dettagli) | Jakob Ingebrigtsen                                                                                      | 13'17"06    | Henrik Ingebrigtsen                                                                          | 13'18"75    | Morhad Amdouni                                                                                | 13'19"14    |
| 10 000 m piani (dettagli) | Morhad Amdouni                                                                                          | 28'11"22    | Bashir Abdi                                                                                  | 28'11"76    | Yemaneberhan Crippa                                                                           | 28'12"15    |
| Corse a ostacoli | |             |                                                                                              |             |                                                                                               |             |
| 110 m ostacoli (dettagli) | Pascal Martinot-Lagarde                                                                                 | 13"17       | Sergej Šubenkov                                                                              | 13"17       | Orlando Ortega                                                                                | 13"34       |
| 400 m ostacoli (dettagli) | Karsten Warholm                                                                                         | 47"64       | Yasmani Copello                                                                              | 47"81       | Thomas Barr                                                                                   | 48"31       |
| 3 000 m siepi (dettagli) | Mahiedine Mekhissi-Benabbad                                                                             | 8'31"66     | Fernando Carro                                                                               | 8'34"16     | Yohanes Chiappinelli                                                                          | 8'35"81     |
| Prove su strada | |             |                                                                                              |             |                                                                                               |             |
| Maratona (dettagli) | Koen Naert                                                                                              | 2h09'51"    | Tadesse Abraham                                                                              | 2h11'24"    | Yassine Rachik                                                                                | 2h12'09"    |
| Maratona a squadre (dettagli) | Italia Yassine Rachik Eyob Faniel Stefano La Rosa                                                       | 6h40'48"    | Spagna Javier Guerra Jesús España Camilo Raúl Santiago                                       | 6h42'43"    | Austria Lemawork Ketema Peter Herzog Christian Steinhammer                                    | 6h49'29"    |
| Marcia 20 km (dettagli) | Álvaro Martín                                                                                           | 1h20'42"    | Diego García                                                                                 | 1h20'48"    | Vasilij Mizinov                                                                               | 1h20'50"    |
| Marcia 50 km (dettagli) | Mar'jan Zakal'nyc'kyj                                                                                   | 3h46'32"    | Matej Tóth                                                                                   | 3h47'27"    | Dzmitryj Dzjubin                                                                              | 3h47'59"    |
| Salti | |             |                                                                                              |             |                                                                                               |             |
| Salto in alto (dettagli) | Mateusz Przybylko                                                                                       | 2,35 m      | Maksim Nedasekaŭ                                                                             | 2,33 m      | Il'ja Ivanjuk                                                                                 | 2,31 m      |
| Salto con l'asta (dettagli) | Armand Duplantis                                                                                        | 6,05 m      | Timur Morgunov                                                                               | 6,00 m      | Renaud Lavillenie                                                                             | 5,95 m      |
| Salto in lungo (dettagli) | Miltiadīs Tentoglou                                                                                     | 8,25 m      | Fabian Heinle                                                                                | 8,13 m      | Serhij Nykyforov                                                                              | 8,13 m      |
| Salto triplo (dettagli) | Nelson Évora                                                                                            | 17,10 m     | Alexis Copello                                                                               | 16,93 m     | Dīmītrios Tsiamīs                                                                             | 16,78 m     |
| Lanci | |             |                                                                                              |             |                                                                                               |             |
| Getto del peso (dettagli) | Michał Haratyk                                                                                          | 21,72 m     | Konrad Bukowiecki                                                                            | 21,66 m     | David Storl                                                                                   | 21,41 m     |
| Lancio del disco (dettagli) | Andrius Gudžius                                                                                         | 68,46 m     | Daniel Ståhl                                                                                 | 68,23 m     | Lukas Weißhaidinger                                                                           | 65,14 m     |
| Lancio del martello (dettagli) | Wojciech Nowicki                                                                                        | 80,12 m     | Paweł Fajdek                                                                                 | 78,69 m     | Bence Halász                                                                                  | 77,36 m     |
| Lancio del giavellotto (dettagli) | Thomas Röhler                                                                                           | 89,47 m     | Andreas Hofmann                                                                              | 87,60 m     | Magnus Kirt                                                                                   | 85,96 m     |
| Prove multiple | |             |                                                                                              |             |                                                                                               |             |
| Decathlon (dettagli) | Arthur Abele                                                                                            | 8431 p.     | Il'ja Škurenëv                                                                               | 8321 p.     | Vital' Žuk                                                                                    | 8290 p.     |
| Staffette | |             |                                                                                              |             |                                                                                               |             |
| 4×100 m (dettagli) | Gran Bretagna Chijindu Ujah Zharnel Hughes Adam Gemili Harry Aikines-Aryeetey Nethaneel Mitchell-Blake* | 37"80       | Turchia Emre Zafer Barnes Jak Ali Harvey Yiğitcan Hekimoğlu Ramil Guliyev                    | 37"98       | Paesi Bassi Chris Garia Churandy Martina Hensley Paulina Taymir Burnet                        | 38"03       |
| 4×400 m (dettagli) | Belgio Dylan Borlée Jonathan Borlée Jonathan Sacoor Kévin Borlée Julien Watrin* Robin Vanderbemden*     | 2'59"47     | Gran Bretagna Rabah Yousif Dwayne Cowan Matthew Hudson-Smith Martyn Rooney Cameron Chalmers* | 3'00"36     | Spagna Óscar Husillos Lucas Búa Samuel García Bruno Hortelano Mark Ujakpor* Darwin Echeverry* | 3'00"78     |
| record mondiale; record mondiale stagionale; record europeo; record europeo stagionale; record dei campionati; record nazionale; record personale; record personale stagionale. | |             |                                                                                              |             |                                                                                               |             |

### Donne
| Specialità | Oro | Prestazione | Argento                                                                                      | Prestazione | Bronzo | Prestazione |
| Corse piane | |             |                                                                                              |             | |             |
| 100 m piani (dettagli) | Dina Asher-Smith | 10"85       | Gina Lückenkemper                                                                            | 10"98       | Dafne Schippers                                                                                               | 10"99       |
| 200 m piani (dettagli) | Dina Asher-Smith | 21"89       | Dafne Schippers                                                                              | 22"14       | Jamile Samuel                                                                                                 | 22"37       |
| 400 m piani (dettagli) | Justyna Święty | 50"41       | María Belibasáki                                                                             | 50"45       | Lisanne de Witte                                                                                              | 50"77       |
| 800 m piani (dettagli) | Natalija Pryščepa | 2'00"38     | Rénelle Lamote                                                                               | 2'00"62     | Ol'ha Ljachova                                                                                                | 2'00"79     |
| 1 500 m piani (dettagli) | Laura Muir | 4'02"32     | Sofia Ennaoui                                                                                | 4'03"08     | Laura Weightman                                                                                               | 4'03"75     |
| 5 000 m piani (dettagli) | Sifan Hassan | 14'46"12    | Eilish McColgan                                                                              | 14'53"05    | Yasemin Can                                                                                                   | 14'57"63    |
| 10 000 m piani (dettagli) | Lonah Chemtai Salpeter                                                                                                  | 31'43"29    | Susan Krumins                                                                                | 31'52"55    | Meraf Bahta                                                                                                   | 32'19"34    |
| Corse a ostacoli | |             |                                                                                              |             | |             |
| 100 m ostacoli (dettagli) | Ėl'vira Herman | 12"67       | Pamela Dutkiewicz                                                                            | 12"72       | Cindy Roleder                                                                                                 | 12"77       |
| 400 m ostacoli (dettagli) | Léa Sprunger | 54"33       | Anna Ryžykova                                                                                | 54"51       | Meghan Beesley                                                                                                | 55"31       |
| 3 000 m siepi (dettagli) | Gesa Felicitas Krause                                                                                                   | 9'19"80     | Fabienne Schlumpf                                                                            | 9'22"29     | Karoline Bjerkeli Grøvdal                                                                                     | 9'24"46     |
| Prove su strada | |             |                                                                                              |             | |             |
| Maratona (dettagli) | Vol'ha Mazuronak | 2h26'22"    | Clémence Calvin                                                                              | 2h26'28"    | Eva Vrabcová-Nývltová                                                                                         | 2h26'31"    |
| Maratona a squadre (dettagli) | Bielorussia Volha Mazuronak Maryna Damanzevitsch Nastassja Ivanova                                                      | 7h21'54"    | Italia Sara Dossena Catherine Bertone Fatna Maraoui                                          | 7h32'46"    | Spagna Trihas Gebre María Azucena Díaz Elena Loyo                                                             | 7h44'06"    |
| Marcia 20 km (dettagli) | María Pérez | 1h26'36"    | Anežka Drahotová                                                                             | 1h27'03"    | Antonella Palmisano                                                                                           | 1h27'30"    |
| Marcia 50 km (dettagli) | Inês Henriques | 4h09'21"    | Alina Cvilij                                                                                 | 4h12'44"    | Júlia Takács                                                                                                  | 4h15'22"    |
| Salti | |             |                                                                                              |             | |             |
| Salto in alto (dettagli) | Marija Lasickene | 2,00 m      | Mirela Demireva                                                                              | 2,00 m      | Marie-Laurence Jungfleisch                                                                                    | 1,96 m      |
| Salto con l'asta (dettagli) | Aikaterinī Stefanidī | 4,85 m      | Nikoléta Kiriakopoúlou                                                                       | 4,80 m      | Holly Bradshaw                                                                                                | 4,75 m      |
| Salto in lungo (dettagli) | Malaika Mihambo | 6,75 m      | Maryna Bech-Romančuk                                                                         | 6,73 m      | Shara Proctor                                                                                                 | 6,70 m      |
| Salto triplo (dettagli) | Paraskeuī Papachristou                                                                                                  | 14,60 m     | Kristin Gierisch                                                                             | 14,45 m     | Ana Peleteiro                                                                                                 | 14,44 m     |
| Lanci | |             |                                                                                              |             | |             |
| Getto del peso (dettagli) | Paulina Guba | 19,33 m     | Christina Schwanitz                                                                          | 19,19 m     | Alëna Dubickaja                                                                                               | 18,81 m     |
| Lancio del disco (dettagli) | Sandra Perković | 67,62 m     | Nadine Müller                                                                                | 63,00 m     | Shanice Craft                                                                                                 | 62,46 m     |
| Lancio del martello (dettagli) | Anita Włodarczyk | 78,94 m     | Alexandra Tavernier                                                                          | 74,78 m     | Joanna Fiodorow                                                                                               | 74,00 m     |
| Lancio del giavellotto (dettagli) | Christin Hussong | 67,90 m     | Nikola Ogrodníková                                                                           | 61,85 m     | Liveta Jasiūnaitė                                                                                             | 61,59 m     |
| Prove multiple | |             |                                                                                              |             | |             |
| Eptathlon (dettagli) | Nafissatou Thiam | 6816 p.     | Katarina Johnson-Thompson                                                                    | 6759 p.     | Carolin Schäfer                                                                                               | 6602 p.     |
| Staffette | |             |                                                                                              |             | |             |
| 4×100 m (dettagli) | Gran Bretagna Asha Philip Imani Lansiquot Bianca Williams Dina Asher-Smith Daryll Neita*                                | 41"88       | Paesi Bassi Dafne Schippers Marije van Hunenstijn Jamile Samuel Naomi Sedney                 | 42"15       | Germania Lisa-Marie Kwayie Gina Lückenkemper Tatjana Pinto Rebekka Haase                                      | 42"23       |
| 4×400 m (dettagli) | Polonia Małgorzata Hołub Iga Baumgart-Witan Patrycja Wyciszkiewicz Justyna Święty Natalia Kaczmarek* Martyna Dąbrowska* | 3'26"59     | Francia Elea-Mariama Diarra Déborah Sananes Agnès Raharolahy Floria Gueï Estelle Perrossier* | 3'27"17     | Gran Bretagna Zoey Clark Anyika Onuora Amy Allcock Eilidh Doyle Finette Agyapong* Mary Abichi* Emily Diamond* | 3'27"40     |
| record mondiale; record mondiale stagionale; record europeo; record europeo stagionale; record dei campionati; record nazionale; record personale; record personale stagionale. | |             |                                                                                              |             | |             |

## Medagliere
| Posiz. | Nazione                     | Oro | Argento | Bronzo | Totale |
| ------ | --------------------------- | --- | ------- | ------ | ------ |
| 1      | Gran Bretagna               | 7   | 5       | 6      | 18     |
| 2      | Polonia                     | 7   | 4       | 1      | 12     |
| 3      | Germania                    | 6   | 7       | 6      | 19     |
| 4      | Francia                     | 3   | 4       | 3      | 10     |
| 5      | Belgio                      | 3   | 2       | 1      | 6      |
| 5      | Grecia                      | 3   | 2       | 1      | 6      |
| 7      | Bielorussia                 | 3   | 1       | 3      | 7      |
| 8      | Norvegia                    | 3   | 1       | 1      | 5      |
| 9      | Ucraina                     | 2   | 3       | 2      | 7      |
| 10     | Spagna                      | 2   | 3       | 5      | 10     |
| 11     | Portogallo                  | 2   | 0       | 0      | 2      |
| 12     | Paesi Bassi                 | 1   | 3       | 4      | 8      |
| –      | Atleti Neutrali Autorizzati | 1   | 3       | 2      | 6      |
| 13     | Turchia                     | 1   | 2       | 2      | 5      |
| 14     | Svizzera                    | 1   | 2       | 1      | 4      |
| 14     | Svezia                      | 1   | 2       | 1      | 4      |
| 16     | Italia                      | 1   | 1       | 4      | 6      |
| 17     | Lituania                    | 1   | 0       | 1      | 2      |
| 18     | Croazia                     | 1   | 0       | 0      | 1      |
| 18     | Israele                     | 1   | 0       | 0      | 1      |
| 20     | Rep. Ceca                   | 0   | 2       | 1      | 3      |
| 21     | Bulgaria                    | 0   | 1       | 0      | 1      |
| 21     | Slovacchia                  | 0   | 1       | 0      | 1      |
| 21     | Azerbaigian                 | 0   | 1       | 0      | 1      |
| 24     | Austria                     | 0   | 0       | 2      | 2      |
| 25     | Estonia                     | 0   | 0       | 1      | 1      |
| 25     | Ungheria                    | 0   | 0       | 1      | 1      |
| 25     | Irlanda                     | 0   | 0       | 1      | 1      |
| Totale | Totale                      | 50  | 50      | 50     | 150    |